# Interleukiny
Interleukiny, IL – grupa cytokin biorąca udział w procesach układu odpornościowego i krwiotwórczych.
Wyróżniona pierwotnie jako związki działające między populacjami leukocytów. Późniejsze badania pokazały, że związki te mogą być wydzielane nie tylko przez leukocyty, ale też np. przez fibroblasty czy keratynocyty oraz że reagują na nie różne typy komórek. Mimo że związki te bywają numerowane od 1 do 33 opisano ich 48 (2007 rok). Różnica wynika z tego że pod niektórymi numerami kryje się więcej niż jeden związek. Np. Interleukina 1 to 10 związków.